# Абед Хамид Махмуд ат-Тикрити
Абед Хамид Махмуд ат-Тикрити (21 сентября 1957, Аль-Ауджа — 7 июня 2012, Багдад) — иракский политический и военный деятель. Троюродный брат и личный секретарь президента Ирака Саддама Хусейна.

## Биография
Абед Хамид Махмуд начал свою военную карьеру в качестве унтер-офицера, а затем стал одним из телохранителей Саддама, и, наконец, его личным секретарём. Абед Хамид находился в постоянном контакте с президентом и всегда знал о его местонахождении. Он был одним из немногих членов близкого окружения Саддама Хусейна, которому президент полностью доверял, лично контролировал доступ к нему и часто появлялся в компании Хусейна. Предполагается, что Махмуд аль-Тикрити занимался решением вопросов государственной важности и участвовал в издании самых реакционных приказов иракского режима. По мнению американских представителей, он имел право отдавать приказы о применении оружия массового поражения и руководил работами по его созданию.
После падения режима Саддама Хусейна Абед Хамид Махмуд, как и многие другие соратники и министры свергнутого президента, скрылся. За ним, как и за многими другими, началась охота. Генерал ат-Тикрити значился четвёртым (в виде бубнового туза) в «списке 55» самых разыскиваемых членов бывшего иракского руководства. Абед Хамид был арестован американскими войсками 16 июня 2003 года в Тикрите. Во время задержания у него были обнаружены белорусские паспорта на имена иракских чиновников. Это дало повод слухам о том, что Белоруссия скрывает у себя ряд бывших руководителей Ирака.

## Трибунал
1 июля 2004 года состоялась передача бывшего президента Ирака Саддама Хусейна, а также 11
ближайших его сторонников в руки правосудия временного иракского правительства. Среди них был и Абед Хамид Махмуд. Иракцы увидели перед телекамерами бородатого человека, который когда-то был одним из могущественных людей режима. Личный секретарь Саддама заявил, что он невиновен и скоро суд сам в этом убедится. На протяжении всего года несколько раз сообщалось о его смерти от пыток в американской военной тюрьме.
21 августа 2007 года Абед Хамид ат-Тикрити с 14 соратниками Саддама Хусейна предстал перед трибуналом по делу о жестоком подавлении восстания шиитов в 1991 году. Спустя полгода начался новый судебный процесс. 29 апреля 2008 года Абед Хамид Махмуд предстал перед судом по делу о казни 42 торговцев, обвинённых в 1992 году в завышении цен на товары первой необходимости, в условиях наложенных на Ирак экономических санкций.
В 2010 (26 октября) и 2011 годах (16 июля) приговоривался к смертной казни через повешение.
7 июня 2012 года смертный приговор был приведён в исполнение.